# Igrejinha
Igrejinha est une ville brésilienne de la mésorégion métropolitaine de Porto Alegre, capitale de l'État du Rio Grande do Sul, faisant partie de la microrégion de Gramado-Canela et située à 115 km au nord-est de Porto Alegre. Elle se situe à une latitude de 26° 04′ 01″ sud et à une longitude de 52° 46′ 01″ ouest, à 773 m d'altitude. Sa population était estimée à 31 113 en 2007, pour une superficie de 137 km2. L'accès s'y fait par la RS-115.
Les premiers habitants d'Igrejinha étaient les Amérindiens Kaingang. Les premiers Blancs, des colons Allemands du Hunsrück, arrivèrent à partir de la deuxième partie du XIXe siècle.
L'industrie y est axée autour de l'industrie du cuir et de la chaussure.

## Villes voisines
- Três Coroas
- Taquara
- Parobé
- Nova Hartz
- Santa Maria do Herval